# Yoram Gross
Pour les articles homonymes, voir Gross.
Yoram Gross (né le 18 octobre 1926 à Cracovie en Pologne, et mort le 21 septembre 2015 à Sydney, en Australie) est un réalisateur et producteur australien de films d'animation pour enfants.
Auteur de films pleins de charme, il a de réels talents de conteur. Il est connu en particulier pour la série Blinky Bill et Dot et le Kangourou.

## Biographie
Né en Pologne dans une famille inscrite sur la liste de Schindler, il parvient à échapper aux nazis. Après la guerre, il travaille pour le cinéaste Joris Ivens, puis émigre en Israël où il travaille comme caméraman de documentaires. Il s'exile alors en Australie où il fonde sa propre société, Yoram Gross Films studios.
Il remporte le Prix de la compétition internationale du film expérimental en 1958 pour Chansons sans paroles.
En 1995, il a été décoré de l'Ordre d'Australie pour sa contribution à l'industrie cinématographique de son pays. En 2011 il a été décoré de la Croix du Commandeur avec étoile de l'Ordre du Mérite de la République de Pologne, ainsi que de la médaille du Mérite culturel polonais « Gloria Artis ». (source Wiki polonais)

## Filmographie partielle
- 1958 : Chansons sans paroles (Songs Without Words)
- 1959 : We Shall Never Die (également producteur)
- 1962 : Joseph vendu par ses frères
- 1977 : Dot et le Kangourou
- 1982 : Sarah (téléfilm)
- 1985 : Dot et le Koala
- 1991 : La Légende de Cindy (en)
- 1992 : Blinky Bill, le koala malicieux (en)
- 1993-1995 : Les Aventures extraordinaires de Blinky Bill (également producteur)
- 1997-2002 : Tabaluga (producteur)
- 1999-2005 : Flipper et Lopaka (producteur)
- 2002 : La Brigade des contes de fées (producteur)